# Heterusia triflavata
Heterusia triflavata là một loài bướm đêm trong họ Geometridae.